# 勤労者音楽協議会
勤労者音楽協議会（きんろうしゃおんがくきょうぎかい）は、会員制を基本に運営される日本の音楽鑑賞団体。通称は労音（ろうおん）。
1960年代半ばには、192の地域組織が存在し、60万人を超える組織となったが、その後、急速に衰退した。現在では、各地に「勤労者音楽協議会」の名称だけでなく、「音楽鑑賞協会」「音楽鑑賞会」「新音楽協会」「コンサート協会」などの名称の40余りの組織が存在し、会員数万人の全国的なネットワークとして、「全国労音連絡会議」が存在する。

## 略史

### 起源
起源となるのは、職場の合唱団、軽音楽団などで構成される「関西自立楽団協議会」の主唱によって1949年11月に大阪で結成された「関西勤労者音楽協議会」。結成時の会員は467人。初代会長は宝塚歌劇団の音楽監督で労働組合委員長だった須藤五郎。「良い音楽を安く」がスローガンといわれる。第1回例会は中之島の朝日会館（1926年開館）で開催された。

### 組織の拡大
各地で次々と地域単位の組織が結成されていった。1950年8月6日、京都勤労者音楽協議会第1回例会。1952年に発足した横浜労音は1954年には1万人を越える組織となった。
1953年、東京労音結成。
1954年、姫路労音が姫路音楽文化協会を母体に、全国で11番目の労音として発足。
1955年10月15日〜10月17日、芥川也寸志指揮・東京交響楽団の両国国際スタジアムでのあわせて4公演（東京労音主催）で、のべ4万人近くを動員した。
1955年、第1回全国労音連絡会議が開催(地域労音20、会員数13万人となる)。　
1956年3月、金沢市に金沢労音が発足。
1956年11月、福井市に福井労音が誕生。
1957年9月、函館労音が結成。
1959年、77労音、会員32万人、1965年には192労音、会員65万人を超す巨大組織に成長。

### 衰退と再生
1970年代の初頭には、大阪労音も含め、大都市の労音は衰退した。その一方、大都市から離れた地方都市では、1000人から1800人前後を収容するような公共ホールができた1980年代以降のバブル時に初めて設立された地方組織も少なくない。一度労音が崩壊した後にまったく別のかたちでつくられた例もある。全体的な後退のなかでも、兵庫県西部（播磨）地域のように、1960年代の隆盛期と比べても組織を拡大させた地域もある。

### 類似の鑑賞組織の発足
労音が急成長していた1960年代の半ばには、音楽に対する要求を吸い上げるかたちで、企業や宗教団体が支援して、受け皿となる類似の鑑賞組織がつくられた。1963年4月1日、日本経済団体連合会や日本商工会議所など産業界が東京音協（東京音楽文化協会）を設立し、1964年には各地の音協によって、全国文化団体連盟（全文連）を結成。民主音楽協会（民音）は、創価学会の池田大作会長（当時）の呼びかけで1963年10月18日に創立されている。こうした類似組織の発足も労音の衰退の一因とされる。

## 概説
東京労音は、もともと1955年7月17日結成された日本労働組合総評議会、日本教職員組合といった日本社会党の影響力の強い団体が中心の国民文化会議の構成団体であった。
組織が拡大していくにつれて、全国の労音が日本共産党や左派労働組合の拠点とみなされ、音楽業界全体に特定の党派の路線を持込んだと批判をされるようになった。
その一方で、後継の会員制音楽鑑賞組織の先駆となるシステムを確立し、一時期、オーケストラや歌劇団、ジャズミュージシャン、フォークシンガーらの活動を支え、各地に交響楽団や合唱団を設立した。また、音協や民音などで頻繁にコンサートを開催している音楽家たちも、労音との関係を維持したケースも少なくない。

### 出演者など
坂本九の「見上げてごらん夜の星を」は、大阪労音のミュージカルから生まれた歌であり、雪村いづみの「約束」（藤田敏雄作詞、前田憲男作曲）も大阪労音のスデージが初演とされている。
大阪労音のブレーンとしてミュージカルの歌詞や台本を執筆していたスタッフのなかに五木寛之、藤田敏雄、寺山修司がいた。五木は労音のような組織が主催するコンサートを主題にして小説「闇からの声」を書いている。なかにし礼も労音「ザ・ピーナッツ・ショー」を構成・演出している。
1967年、大阪労音制作「大日本演歌党」（バーブ佐竹主演、大阪劇場）を川内康範・竹中労が共同演出。
音楽評論家で「ニューミュージックマガジン」を創刊した中村とうようは大阪労音のブレーンの一人でブルースを紹介するために公演の司会役も務めていた。同誌創刊時スタッフだった田川律、「プレイガイドジャーナル」を創刊した村元武ももともと大阪労音の事務局にいた。

### オペラ、ミュージカル
関西では、オペラ上演、創作ミュージカルも労音が手がけるようになり、クラシックコンサートの多くが労音の手によるものになっていった。
関西のオペラシーンでは、大阪労音が朝日放送の後援を得て、1955年、團伊玖磨作曲のオペラ「聴耳頭巾」木下順二作（指揮・團伊玖磨、二期会、関西交響楽団）を宝塚大劇場で開催するなど大きな役割を果たしていた。
関西の労音が主催するオペラ公演は、2週間から1ヶ月にも及ぶもので、「椿姫」「カルメン」「魔笛」「フィガロの結婚」「蝶々夫人」などを安く鑑賞することができた。労音は、阪神甲子園球場や大阪スタヂアムで野外オペラ「アイーダ」を上演。
これらは、大阪労音を中心とする全国の労音組織の安定した動員力を背景としたものでもあった。
1958年、大阪労音の依頼を受けた、藤田敏雄は、ペギー葉山主演の一人ミュージカル『あなたのために歌うジョニー!』（飯田三郎・音楽、藤田敏雄・台本）を作詞・演出した。ペギー葉山はこれによって、文部省芸術祭個人奨励賞を受賞。
続いて、東京労音でも、『可愛い女』（1959年、黛敏郎・音楽、安部公房・台本）のミュージカルを制作・上演。
続いて、大阪労音で『見上げてごらん夜の星を』（1960年、いずみたく・音楽、永六輔・台本）が上演され、後に、坂本九が主題歌を歌い、映画化もされるブームをつくった。
1961年7月、大阪労音ミュージカル『歯車の中で』（永六輔・作、青山圭男・演出、芥川也寸志・作曲、草笛光子、立川澄人、沢たまきら出演、大阪フィルハーモニー交響楽団演奏）は、大阪フェスティバルホールで1ヶ月間の公演を行い、東芝音楽工業から日本ミュージカル史上初のLPレコードをリリースする。（JSP-1023 1963.3.5発売）

### 音楽家を輩出
労音の会員の中から合唱団やオーケストラが各地に生まれた。その多くが労音から独立し、現在は別個の存在として活動。また、友好関係を維持しているケースもある。
1951年、神戸労音合唱団発足、その後1971年神戸フロイデ合唱団と改称。
1955年、「東京労音アンサンブル」結成。芥川也寸志が指揮者になり、翌年「東京労音新交響楽団」を設立。1966年東京労音から独立し、「新交響楽団」となる。
1957年9月、東京労音楽典講座修了生による合唱団を解散した日に「大久保混声合唱団」結成。
1961年1月、新交響吹奏楽団が東京労音の演奏サークルを中心に結成。1966年3月、東京労音より独立。
1962年、大阪労音ジャズオーケストラ結成、1969年6月解散。1970年7月に有志により再結成、復活。 1984年、大阪レイカーズジャズオーケストラと改称。
1960年代の半ばから末にかけて、労音の会員のなかから大阪・名古屋などに労音フォークソング研究会といったサークルが結成され、活動していた。
高石ともやは、1966年9月19日のサンケイホールでの大阪労音フォーク・ソング愛好会のコンサートが初ステージとなり、デビューした。
全日本フォークジャンボリーは、中津川労音事務局長の笠木透や事務局次長の安保洋勝が企画したものだった。
1969年9月23日、岡林信康が東京労音公演を前に失踪する。
同年、高石ともや、「五つの赤い風船」などが労音の例会コンサートを中心にツアーに回っている。